# Мигдаль ха-Опера
Мигдаль ха-Опера (ивр. מגדל האופרה‎, дословно: «Оперная башня») — здание в Тель-Авиве. Построено в 1993 году. Включает в себя жилой дом и гостиницу.
Здание расположено на площади Кнессет в Тель-Авиве рядом с набережной Тель-Авив-Яффо, улицах Ха-яркон, Ярден и Алленби.

## История
В 1945 году на месте этого здания был построен кинотеатр «Кесем», в котором во время войны на Независимость в располагался штаб израильских ВМФ.
В декабре 1948 года до конца 1949 здесь проводились заседания Кнессета первого созыва, что и дало название прилегающей площади. После окончания Войны за независимость Иерусалим провозглашается столицей Израиля и Кнессет переезжает в «Дом Фрумина» в центре города. После здание перешло в управление тель-авивского муниципалитета, который проводил здесь свои заседания.
Затем в здании находились офисы налоговой инспекции. С 21 мая 1958 года и до 1982 тут выступала израильская опера, что и дало название зданию.
В 1972 году строение было куплено магнатом Альфредом Акировым, который хотел снести здание и построить офисную башню. Однако под давление тель-авивского муниципалитета в 1988 году на месте здания был построен жилой дом по проекту архитекторов Авраама Ясски и Йоси Сиван. Строительство завершилось в 1993.